# Festo SmartBird

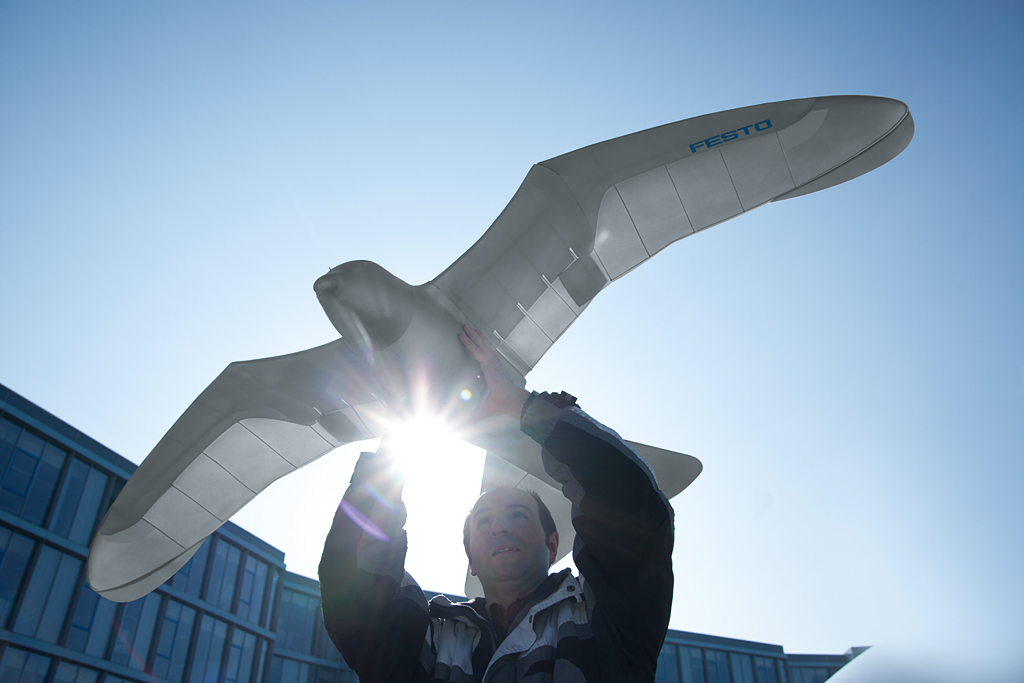
Festo SmartBird kurz vor dem Start

SmartBird ist der Name eines Ultraleichtflugmodells, das im Rahmen des Bionic Learning Network von Festo mit den Schwerpunkten günstiger Aerodynamik und maximaler Agilität entwickelt wurde. Im April 2011 wurde der SmartBird der Öffentlichkeit auf der Hannover Messe vorgestellt. Nachfolger ist der BionicSwift aus dem Jahr 2021.

## Besonderheiten
Mit dem SmartBird wurde der Flügelschlag des natürlichen Vogels durch die Bionik technisch gelöst und somit der Vogelflug entschlüsselt. Der von der Silbermöwe abgeleitete biomechatronische Technologieträger kann anders als bisherige Schlagflügel-Apparate (Ornithopter) ohne zusätzlichen Antrieb von selbst starten, fliegen und landen. Seine Flügel schlagen dabei nicht nur auf und ab, sondern verdrehen sich gezielt. Dies geschieht durch einen aktiven Gelenktorsionsantrieb, der sowohl für Auftrieb als auch Vortrieb sorgt.

## Eigenschaften

### Funktionsintegration
Diese Funktionsintegration von gekoppelten Antrieben gibt dabei Anregungen und Erkenntnisse, die in der Automatisierungstechnik auf die Entwicklung und Optimierung von hybrider Antriebstechnologie übertragen werden kann. Mögliche Einsatzgebiete reichen von Hubflügelgeneratoren zur Energiegewinnung bis zu Stellantrieben in der Prozessautomation.

### Aerodynamik und Wirkungsgrade
Der SmartBird dient auch der Dokumentation von Steuerungs- und Regelungsprozessen zur Steigerung von Wirkungsgraden im Flugbetrieb: Bei Messungen konnten elektromechanische Wirkungsgrade bis 45 % und aerodynamische Wirkungsgrade bis zu 80 % ermittelt werden. Die Erkenntnisse im Bereich der Aerodynamik und des Strömungsverhalten von SmartBird können helfen, neue Komponenten für die Automatisierungstechnik zu entwickeln, die weniger Einbauraum benötigen, strömungsoptimiert sind und dadurch energieeffizienter werden.

### Zustandsüberwachung
Während des Flugs von SmartBird werden permanent die Daten von Flügelposition und Flügeltorsion erfasst. Die Steuerparameter der Torsion können in Echtzeit während des Fluges eingestellt und somit optimiert werden. Das gewährleistet die Flugstabilität und somit die Betriebssicherheit des Vogels.

### Energie- und Ressourceneffizienz
Der geringe Materialeinsatz und die Ausführung als Leichtbau in Karbonfasertechnik ermöglichen die energieeffizienten Bewegungen von SmartBird.

## Technische Daten
Die technischen Daten des SmartBirds sind:
| Rumpflänge:       | 1,07 m |
| Spannweite:       | 1,96 m |
| Gewicht:          | 0,450 kg |
| Batterie:         | Lithiumpolymer-Akku, 2 Zellen, 7,4 V, 450 mAh                                                                                                  |
| Servos:           | 2 Digitalservos mit 35 N Stellkraft für die Kopf- und Schwanzsteuerung, 2 Digitalservos für die Flügeltorsion mit 45 Grad Stellweg in 0,03 sec |
| El. Leistung:     | 23 Watt |
| Struktur:         | Leichtbaustruktur mit Spanten und Holmen aus kohlenstofffaserverstärktem Kunststoff                                                            |
| Verkleidung:      | extrudierter Polyurethanschaum |
| Mikrocontroller:  | Texas Instruments LM3S811 32-Bit ARM-RISC mit 50 MHz Takt, 64 Kbytes Flash, 8 Kbytes RAM                                                       |
| Funkübertragung:  | 868 MHz/2,4 GHz bidirektionale Funkübertragung nach ZigBee-Protokoll                                                                           |
| Motor:            | Compact 135, bürstenlos |
| Sensorik:         | Motorpositionierung 3× Hall Sensoren TLE4906                                                                                                   |
| Accelerometer:    | LIS302DLH |
| Power Management: | 2 Zellen LiPo-Akku mit Spannungs- und Stromüberwachung ACS715                                                                                  |
| LED-Ansteuerung:  | TPIC 2810D |